# Apathy and Exhaustion
Apathy and Exhaustion is het derde studioalbum van de Amerikaanse punkband The Lawrence Arms. Het werd in 2002 uitgegeven door het punklabel Fat Wreck Chords en was daarmee de eerste uitgave van de band via dit label en het begin van een lange samenwerking met Fat Wreck Chords. Er is een videoclip gemaakt voor het nummer "Porno and Snuff Films", het eerste nummer van het album.

## Nummers
1. "Porno and Snuff Films" - 2:33
2. "The First Eviction Notice" - 2:39
3. "Navigating the Windward Passage" - 3:23
4. "Your Gravest Words" - 4:19
5. "Boatless Booze Cruise Part 1" - 3:27
6. "Brick Wall Views" - 4:12
7. "The Corpses of Our Motivations" - 3:18
8. "I'll Take What's in the Box, Monty" - 3:59
9. "Right as Rain Part 2" - 2:37
10. "3am QVC Shopping Spree Hangover" - 2:30
11. "Abracadaver" - 2:41

## Band
- Chris McCaughan - gitaar, zang
- Brendan Kelly - basgitaar, zang
- Neil Hennessy - drums